# سيادة وطنية

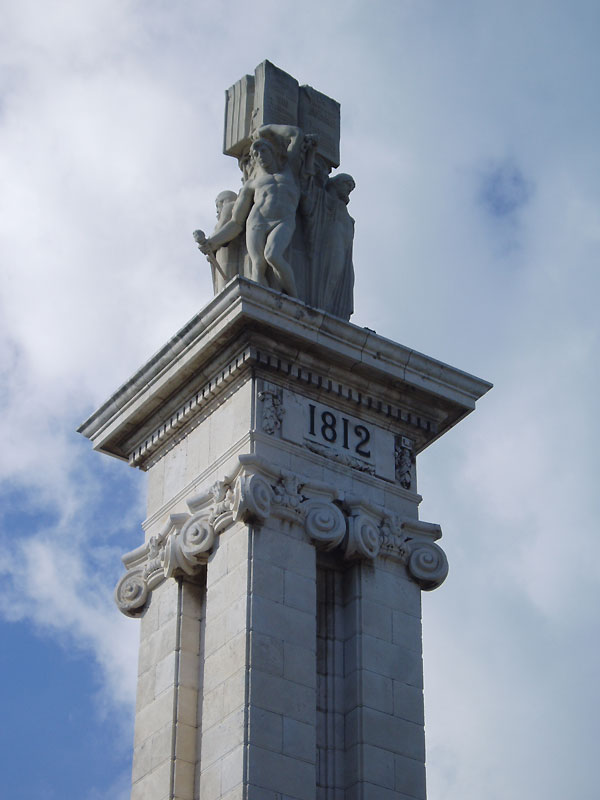

السيادة الوطنية، أو السيادة القومية، هي مبدأ أو مفهوم سياسي يشير إلى السلطة العليا التي يمتلكها شعب الدولة على أرضه، بحيث تُعتبر الأمة مصدر الشرعية والسلطة في الدولة، وليس الحاكم الفرد أو أي سلطة خارجية أخرى. ظهر هذا المفهوم بشكل بارز خلال الثورة الفرنسية عام 1789، حيث تمت إعادة صياغة النظام السياسي لينقل السيادة من الملِك إلى الشعب.

## تطور المفهوم
مع اندلاع الثورة الفرنسية، عانت فرنسا من أزمات اقتصادية واجتماعية حادة، وزادت المديونية العامة للدولة بسبب الإنفاق العسكري والدعم المقدم لحرب الاستقلال الأمريكية. كان النظام الإقطاعي والامتيازات الممنوحة للنبلاء يُشكلان عبئًا على الفئات الفقيرة والطبقة البرجوازية الصاعدة، مما ولّد مطالبات بتغيير النظام السياسي ونقل السلطة إلى ممثلين منتخبين من الشعب.